# Montes Meseş
Los montes Meseş (en rumano: Munţii Meseş) es un grupo montañoso en el extremo nordeste de los montes Apuseni, parte de los Cárpatos occidentales. Su altura máxima son los 996 m del pico Măgura Priei.
Los montes se sitúan en los distritos de Sălaj y Distrito de Cluj, al sur de Zalău y al noroeste de Cluj-Napoca.

## Relieve

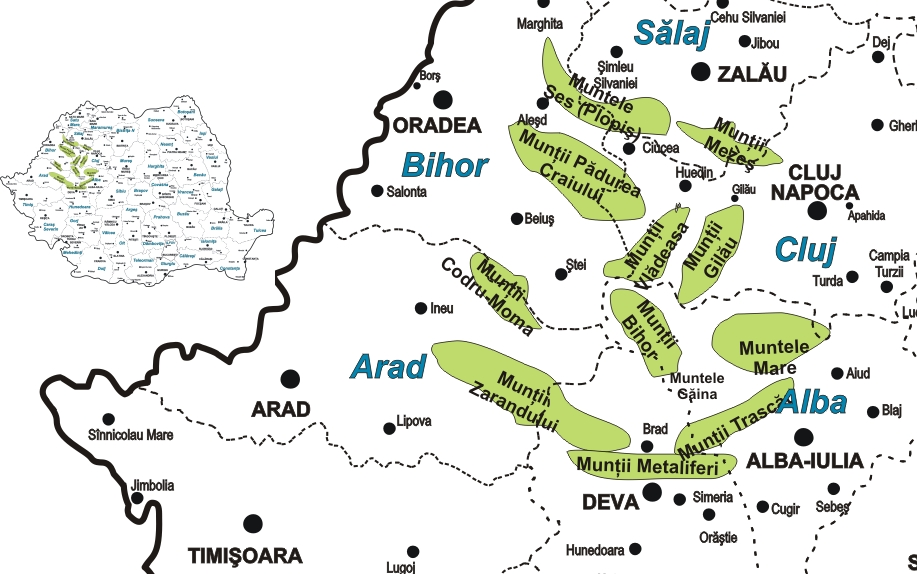
Los montes Apuseni en Rumania.

Las montañas Meseş son un terreno de relieve montañoso con baja extensión y baja altitud, en el extremo norte de los montes Apuseni. Esta cordillera es una formación estrecha de 5 a 8 km y relativamente uniforme, sin relieves escarpados, alargada de suroeste a noreste. Los valles transversales que la atraviesan (Poicu, Poniţa y Ragu) fragmentaron el macizo en varias cuencas separadas, que forman macizos bien individualizados. Estos son: el pico Vlesinului a más de 900 m de altitud, entre el río Crişul Repede y el valle del Poicu, el pico Mogoş por encima de los 950 m limitando al norte el valle del Ponita; los montes Plopiş, con una altitud entre 750 y 800 m, que se extiende hasta el valle de Ragu y los montes Osoiului con extensión hasta el valle del Ortelec. La altitud máxima de Meseş es 996 m en el pico Măgura Priei, disminuyendo gradualmente a 474 m, la altura del pico Măguriţa cerca del valle del Ortelec. Las montañas Meseş también incluyen el Măgura Moigradului (504 m.), y las colinas Pomăt y Citera (con una altitud de 502 m cada una).

## Clima
Como en casi toda la región noroccidental del país, el clima es continental-moderado, sujeto a una circulación occidental predominante. La temperatura media anual es de 6-8 grados, siendo julio el mes más cálido y enero el más frío. La precipitación media anual es de 800 a 900 mm. 

## Hidrografía
Los principales ríos que atraviesan la zona son el Crasna (y su afluente el Pria), el Almaş y el Agrij, con afluentes de caudal bajo, alimentados por manantiales, nieve y lluvia, con escorrentía permanente o semipermanente. La característica de la zona es la inexistencia de lagos naturales. 

## Biodiversidad

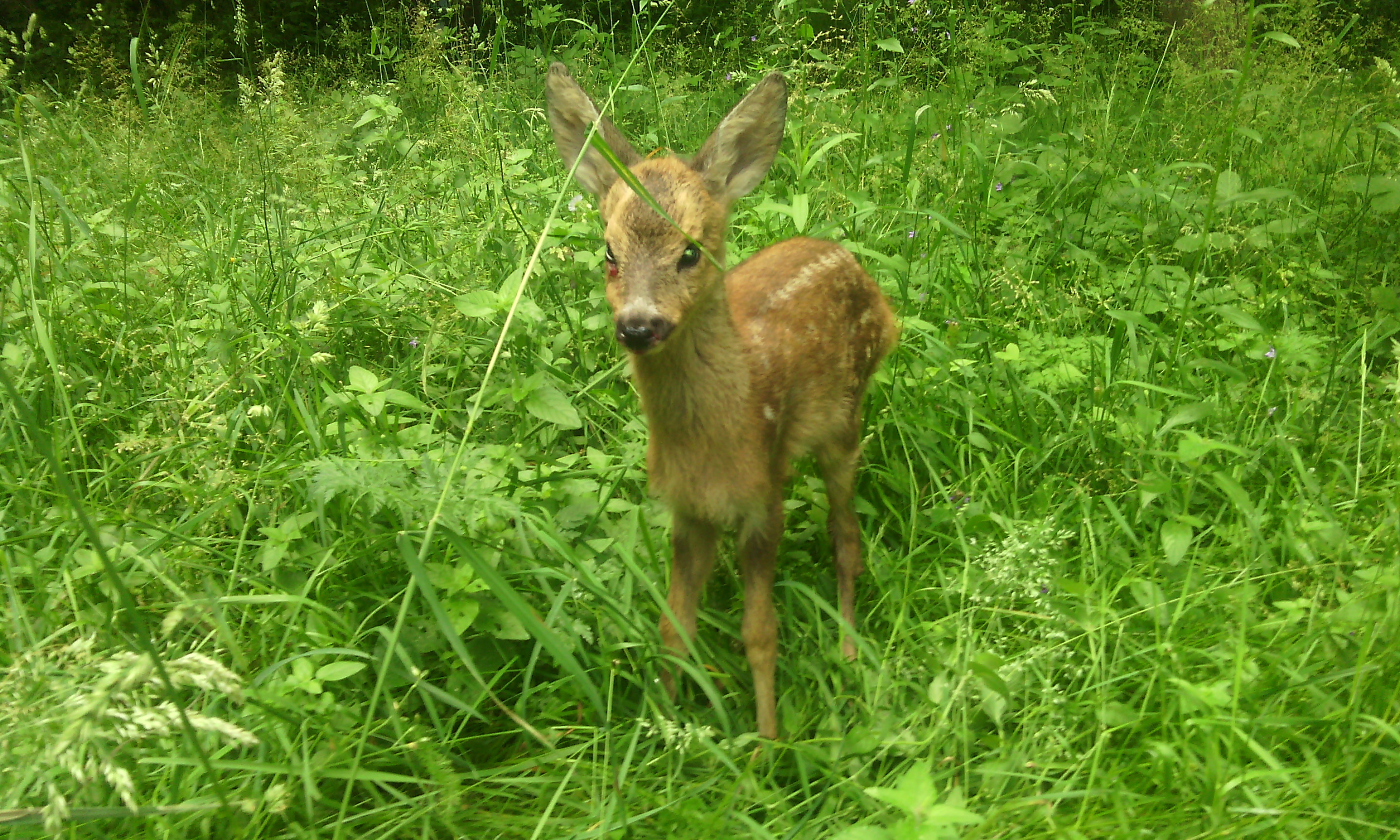
Corzo en las laderas del Măgura Priei.

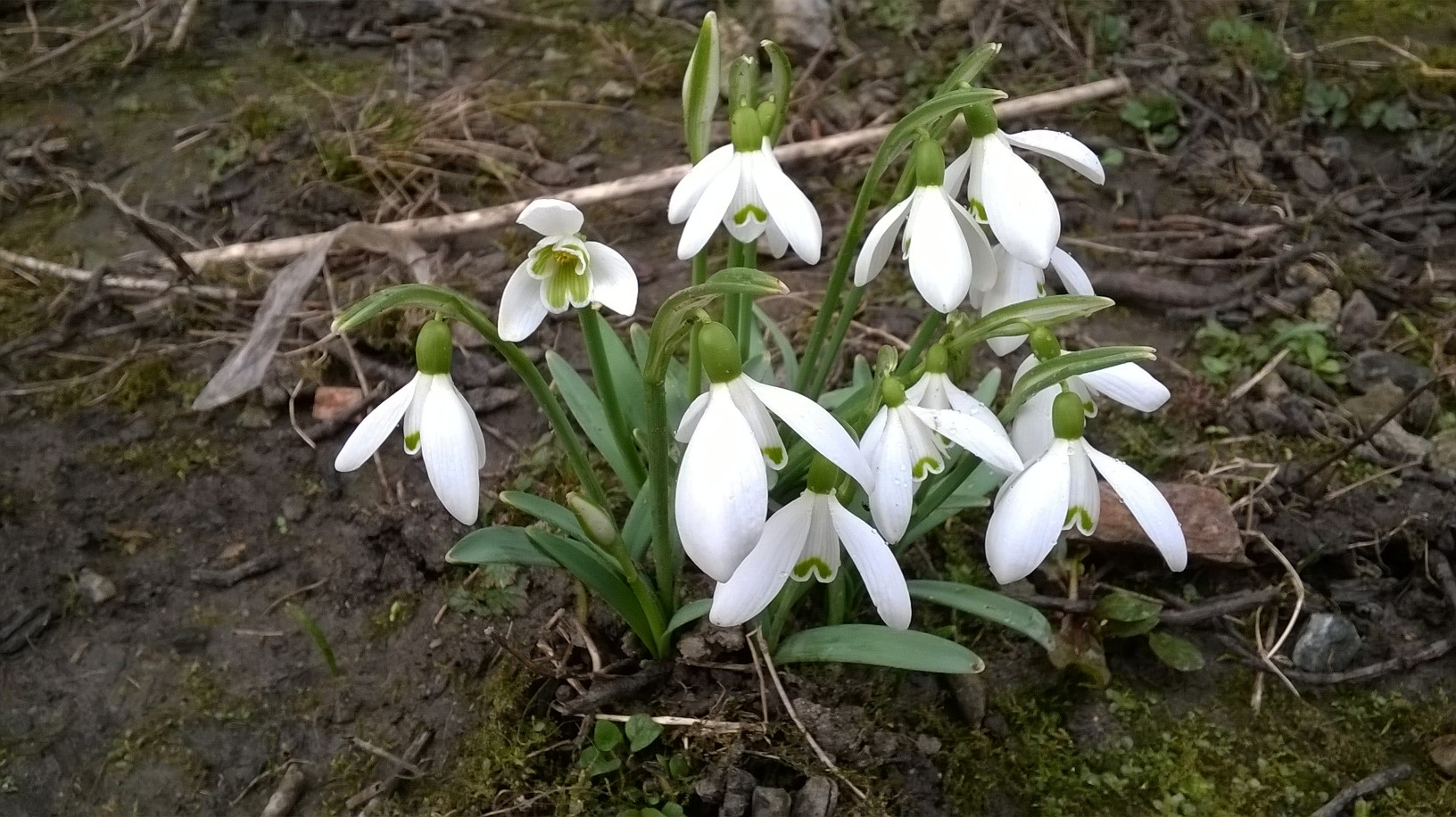
Galanthus nivalis.

El área de las montañas Meseş alberga una amplia variedad de vida silvestre (mamíferos, aves, reptiles, anfibios, insectos), especies de plantas de la flora espontánea (árboles, arbustos, pastos, flores) del norte de los Apuseni. 
En cuanto a los mamíferos aquí viven: el lobo (Canis lupus), el jabalí (Sus scrofa), el zorro rojo (Vulpes vulpes crucigera), corzo (Capreolus capreolus), tejón común (Meles meles), ardilla (Sciurus carolinensis), hurón (Mustela putorius), liebre (Lepus europaeus).
Aves: carbonero común (Canus major), oropéndola europea (Oriolus oriolus), faisán (Phasianus colchicus), pico picapinos (Dendrocopus major), pito negro (Drycopus martius), ruiseñor (Luscinia megarhynchos), arrendajo (Garrulus merula), mirlo (Cinclus cinclus), grajo  (Corvus frugilegus), golondrina bicolor (Tachycineta bicolor), gorrión (Passer domesticus), cuco (Cuculus canorulus), pinzón vulgar (Fringilla coelebs), gavilán común (Accipiter nisus).  
Reptiles y anfibios: lagarto ágil (Lacerta agilis agilis), lagarto verde (Lacerta viridis viridis), culebrilla de cristal (Anguis fragilis), rana bermeja (Rana temporaria), sapo de vientre de fuego europeo (Bombina bombina), sapo de vientre amarillo (bombina veriegata), sapo verde (Bufo viridis), salamandra moteada (Ambystoma maculatum). 
Insectos: mariposas, escarabajos, ciervo volante (Lucanus cervus), langosta de montaña de patas rojas (Odontopodisma rubripes, endémica).
Árboles y arbustos: haya (Fagus sylvatica), carpe (Carpinus betulus), roble cabelludo (Quercus cerris), roble (Quercus robur), roble albar (Qercus petraea), abedul (Betula pendula), fresno norteño (Fraxinus excelsior), avellano (Corylus avellana), alheña (Ligustrum vulgare), sanguino (Cornus sanguinea), espino blanco (Crataegus monogyna), manzano silvestre (Malus sylvestris), peral silvestre (Pyrus pyraster), endrino (Prunus spinosa), zarzamora (Rubus fruticosus), rosal silvestre (Rosa canina), arándano (Vaccinium myrtillus), frambuesa (Rubus idaeus).
Hierbas y flores: genciana amarilla (Gentiana lutea), asnillo (Ononis spinosa), campana (Campanula serrata), pulmonaria (Pulmonaria officinalis), galio (Asperula odorata), sanícula  (Sanicula europaea), geranio palustre (Geranium palustre), anémona de bosque (Anemone nemerosa), Isopyrum thalictroides, corydalis solida, ciclamen (Cyclamen purpurascens), celidonia mayor (Chelidonium majus), leonurus cardiaca, consuelda (Symphytum officinale), capsella bursa-pastoris, centaurium umbellatum, scilla bifolia, oxalis acetosella, Glechoma hirsuta, ajo de oso (Allium ursinum), cólquico (Colchicum autumnale), cuajaleche (Galium verum), margarita (Leucanthemum vulgare),  hipérico (Hypericum perforatum), galanto (Galanthus nivalis), leucojum vernum, astragalus depressus, lathyrus transsilvanicus, llantén mayor (Plantago major),  trébol dulce (melilotus officinalis), trébol rojo  (Trifolium pratense), euphorbya amygdaloides, tussilago (Tussilago farfara), eryngium planum, cola de caballo (Equisetum arvense),  primula veris, milenrama (Achillea millefolium), menta (Mentha piperita), diente de león (Taraxacum officinale), carex acutiformis,  poa de los prados (Poa pratensis), luzula sylvatica, festuca drimeja y luzula campestris.

## Lugares de interés
- Puerta de Meseş: al este de Zalău formado por el arroyo Várteleki en su desembocadura en el Agrij.
- Porolissum: Fortaleza romana en Moigrad.
- Grădina Zmeilor (el Jardín de los Dragones): Acantilados de forma especial cerca de Jibou y Gâlgău Almașului.
- Cascadas en los afluentes del Agrij: en las cercanías de Buciumi y en el arroyo Treznea en Treznea.
- Cueva Moanei y los manantiales kársticos circundantes ricos en dolinas.

## Galería

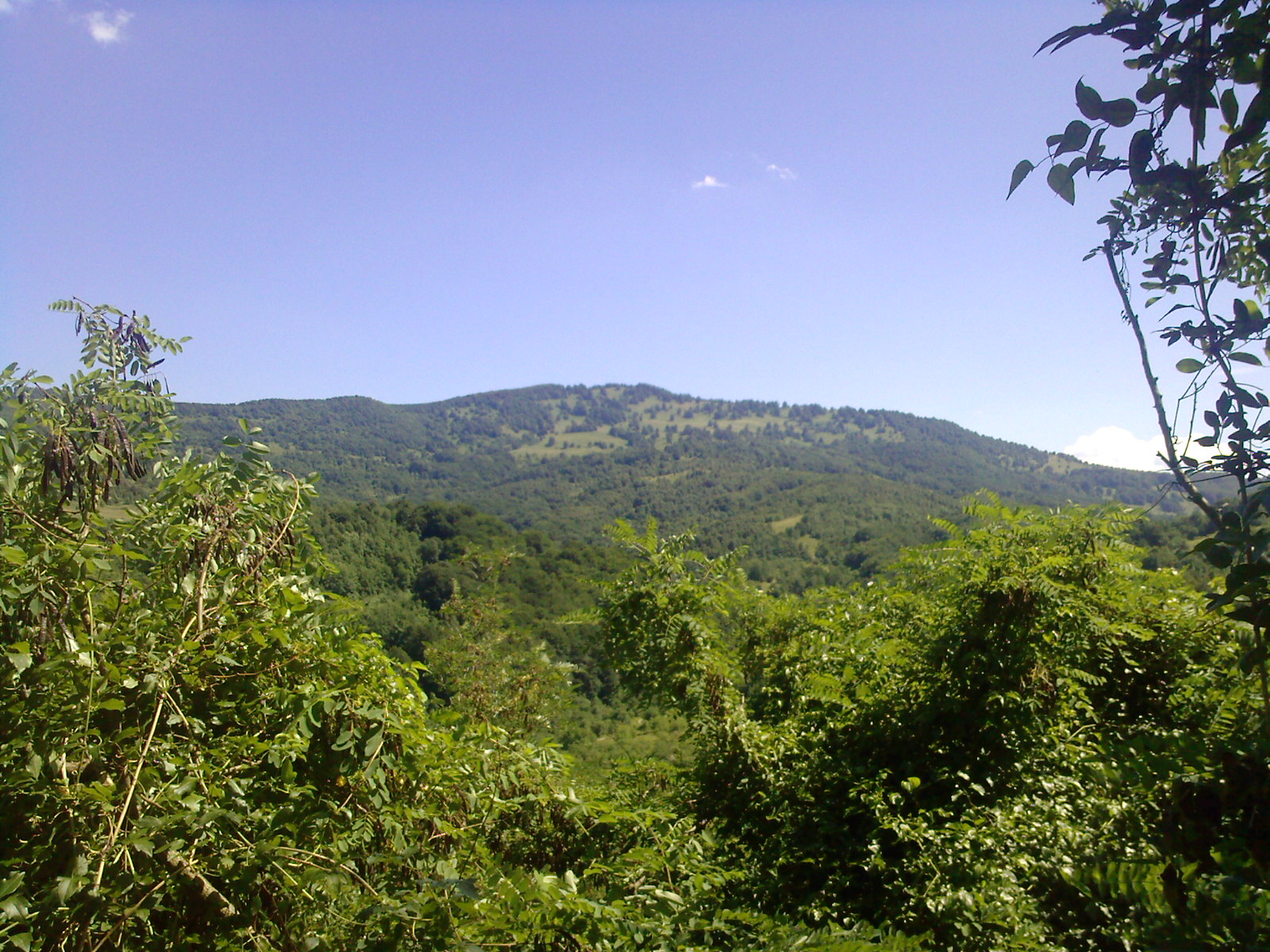
Pico Măgura Priei (996 m).
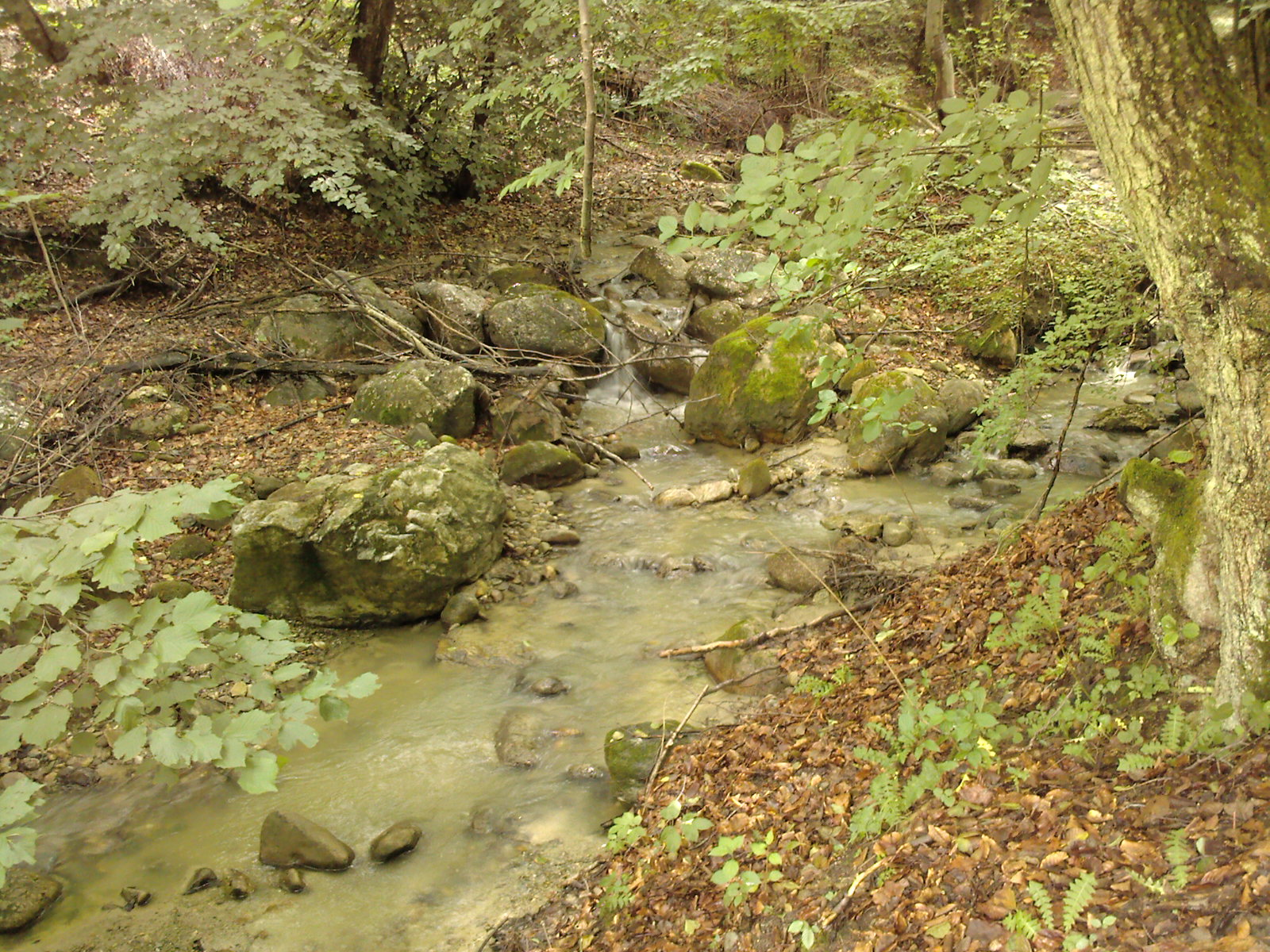
Río Pria en las laderas del Măgura Priei.
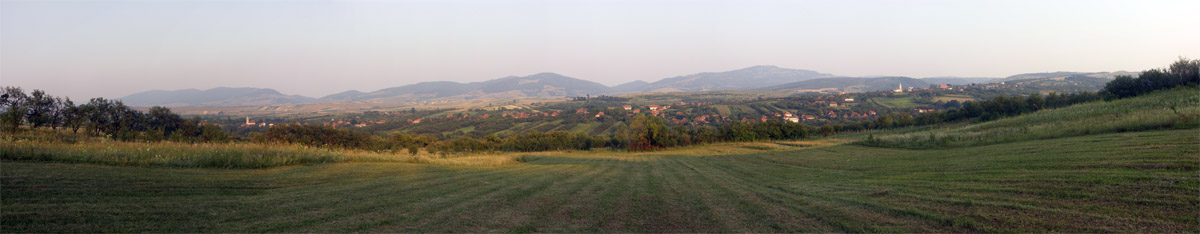
Los montes Meseş sobre Cizer.